# Ōtsuchi (arma)
Un ōtsuchi (大槌?, ōtsuchi, grande martello) era un grosso martello di legno usato dalla classe dei samurai nel Giappone feudale. Gli ōtsuchi avevano un manico di circa 6 shaku (1,8 m) simile a un'ono (ascia da guerra). Era spesso usato per sfondare le porte.